# Eicherhof (Bergisch Gladbach)
Eicherhof ist ein Ortsteil im Stadtteil Sand von Bergisch Gladbach. Die Hofschaft liegt abseits übergeordneter Straßen in einem Waldgebiet zwischen Sand und Heidkamp.

## Geschichte
Der Name Eicherhof geht auf eine frühneuzeitliche Hofgründung zurück, die 1666 in der Form zu den Eichen erstmals urkundlich erwähnt wurde. Im Urkataster ist die Siedlung bereits als Eicherhof zwischen den Gemeinden Gladbach und Sand verzeichnet. Sie war nach dem ausgedehnten Eichenforst benannt worden, der sich südlich des Hofes erstreckte und der im Urkataster die Bezeichnung Eichenbusch hatte.
Aus der Charte des Herzogthums Berg 1789 von Carl Friedrich von Wiebeking geht hervor, dass Eicherhof zu dieser Zeit Teil der Honschaft Gladbach im gleichnamigen Kirchspiel war.
Unter der französischen Verwaltung zwischen 1806 und 1813 wurde das Amt Porz aufgelöst und Eicherhof wurde politisch der Mairie Gladbach im Kanton Bensberg zugeordnet. 1816 wandelten die Preußen die Mairie zur Bürgermeisterei Gladbach im Kreis Mülheim am Rhein. Mit der Rheinischen Städteordnung wurde Gladbach 1856 Stadt, die dann 1863 den Zusatz Bergisch bekam.
Der Ort ist auf der Topographischen Aufnahme der Rheinlande von 1824, auf der Preußischen Uraufnahme von 1840 und ab der Preußischen Neuaufnahme von 1892 auf Messtischblättern regelmäßig als Eicherhof verzeichnet.
| Jahr | Einwohner | Wohn- gebäude | Kategorie |
| ---- | --------- | ------------- | --------- |
| 1822 | 8         |               | Hofstelle |
| 1830 | 9         |               | Hofstelle |
| 1845 | 8         | 1             | Ackergut  |
| 1871 | 8         | 1             | Hofstelle |
| 1885 | 5         | 1             | Wohnplatz |
| 1895 | 5         | 1             | Wohnplatz |
| 1905 | 3         | 1             | Wohnplatz |

Heute befindet sich auf dem Hof ein Reiterverein, der Hof befindet sich ebenso wie seinerzeit Haus Lerbach im Eigentum der Familie von Siemens.